# ヘザー・ルイス
ヘザー・ルイス（1962年 - ）はビート・ハプニングのメンバーである、マルチプレイヤー。
また、ザ・ウェディング・プレゼントのアルバム「ワツシ」や
、Land Of The Loopsの曲にゲストボーカルとして参加している。

## 来歴

### 生い立ち
ヘザーはニューヨーク州ウエストチェスター郡で生まれ育った。1980年にはオリンピアへ移り、エバーグリーン州立大学へ入学する。

### Supreme Cool Beingsでの活動
大学の夏休みの期間に、ヘザーは友人であるGary Mayのアパートメントを訪ねる。部屋は即席のリハーサルスタジオになっており、ヘザーがドラムセットで演奏した後、Garyからバンドへ招待される。
Doug Monaghanの加入後に、Supreme Cool Beingsとして活動を始めた。
バンドはカルバン・ジョンソンが出演するラジオ局、KAOSへ向けて、ライブパフォーマンスを行う。カルバンは音源をカセットテープで録音し、後にKレコーズからリリーズされた最初のアルバム、Survival of the Coolestを発売する。

### ビート・ハプニング時代
ヘザーはカルバンと、後に加入するブレット・ランズフォードの3人でビート・ハプニングを結成する。途中ヘザーはシアトルへ移住するが、バンドに残ることに同意し、初レコーディングを行う為に日本へ向かう。
ヘザーは主にドラムを担当していたが、バンドはドラムセットを持つことは無かった。そのため、ヘザーは他のバンドからドラムセットを借りるか、ゴミ箱やダンボールなどで即席のドラムセットを作っていた。
ヘザーのマルチなバンド内での役割は、オリンピア発のフェミニズム思想、ライオット・ガールに影響を与えた。この思想はブラットモービルのモリー・ニューマンや、ビキニ・キルのキャスリーン・ハンナにも影響を与えた。